# Jerusalém (livro)
Jerusalém é o terceiro romance da série O Reino do escritor português Gonçalo M. Tavares, publicado em 2005 pela editora Círculo de Leitores.
É vencedor do prémio Ler Millennium bcp e da 4.ª edição do Prémio Literário José Saramago, em 2004. Actualmente é publicado pela Editorial Caminho.
A obra é estruturada em microcontos sobre histórias pessoais em diferentes tempos — presente, passado e futuro — numa mistura de sofrimento, horror, e loucura. Trata-se de densa análise do funcionamento social, quando no limite da sanidade.